# Xiaohongshu
Xiaohongshu (tiếng Trung: 小红书; bính âm: xiǎohóngshū, Hán Việt: Tiểu Hồng Thư) là một phương tiện truyền thông xã hội và nền tảng thương mại điện tử. Xiaohongshu được coi sự thay thế của Instagram ở Trung Quốc..
Tính đến  năm 2019, Xiaohongshu có hơn 300 triệu người dùng đã đăng ký và số lượng người dùng hoạt động hàng tháng là hơn 85 triệu. 70% người dùng được báo cáo là sinh sau năm 1990 và gần 90% trong số đó là nữ. Ứng dụng này cho phép người dùng và những người có ảnh hưởng đăng, khám phá và chia sẻ các bài đánh giá sản phẩm, thường liên quan đến sắc đẹp và sức khỏe. Các blogger du lịch cũng được biết là thường xuyên đăng nội dung liên quan đến các điểm đến du lịch và giải trí trên nền tảng này. Xiaohongshu cũng điều hành RED Mall, nơi bán các sản phẩm quốc tế cho người dùng Trung Quốc.
Trụ sở của Xiaohungshu ở Hoàng Phố, Thượng Hải.

## Lịch sử
Xiaohongshu được thành lập bởi Miranda Qu và Charlwin Mao vào năm 2013, với tư cách là hướng dẫn viên du lịch trực tuyến cho người mua sắm Trung Quốc, cung cấp nền tảng để người dùng đánh giá sản phẩm và chia sẻ trải nghiệm mua sắm của họ với cộng đồng. Vào tháng 10 năm 2014, những người sáng lập bắt đầu tập trung vào việc kết nối người tiêu dùng Trung Quốc với các nhà bán lẻ toàn cầu và thành lập nền tảng thương mại điện tử xuyên biên giới của riêng mình, nơi người tiêu dùng Trung Quốc có thể mua sản phẩm từ nước ngoài và đặt hàng trực tiếp.
Vào năm 2015, Xiaohongshu đã thành lập kho hàng của mình tại Thâm Quyến, Quảng Đông và Trịnh Châu, Hà Nam.
Đến tháng 5 năm 2017, Xiaohongshu đã có hơn 50 triệu người dùng, với doanh thu gần 10 tỷ nhân dân tệ, khiến nó trở thành một trong những nền tảng thương mại điện tử cộng đồng lớn nhất thế giới. Hệ thống hậu cần quốc tế của Xiaohongshu REDDelivery đã đi vào hoạt động trong tháng. Vào ngày 6 tháng 6 năm đó, Xiaohongshu đã tổ chức một lễ hội mua sắm để kỷ niệm 4 năm thành lập, doanh thu bán hàng đã vượt quá 100 triệu nhân dân tệ trong 2 giờ, trong khi ứng dụng được xếp ở vị trí đầu tiên trong Cửa hàng ứng dụng iOS trong danh mục "Mua sắm" trong thời gian đó.
Vào tháng 6 năm 2018, Xiaohongshu đã hoàn thành khoản tài trợ 300 triệu đô la Mỹ do Alibaba và Tencent dẫn đầu, với mức định giá 3 tỷ đô la Mỹ.
Do nền tảng sớm tập trung vào các xu hướng thời trang và làm đẹp nên cơ sở người dùng của Xiaohongshu chủ yếu là nữ trong những năm đầu thành lập. 90% người dùng Xiaohongshu là phụ nữ, theo một báo cáo được công bố vào tháng 4 năm 2021. Ứng dụng này đã thu hút người dùng nữ Gen Z giàu có ở thành thị Trung Quốc như một giải pháp thay thế cho Instagram, vốn bị chặn ở quốc gia này. Xiaohongshu sau đó đã điều chỉnh chiến lược công ty của mình để thu hút nhiều người dùng nam hơn nhằm duy trì tốc độ tăng trưởng. Vào năm 2021, họ đã thông báo rằng nền tảng này sẽ quảng bá nội dung của người dùng nam. Xiaohongshu cũng bắt đầu tăng cường quảng cáo trên các không gian trực tuyến tập trung vào nam giới, chẳng hạn như diễn đàn thể thao Hupu với khẩu hiệu quảng cáo, "Các quý cô xinh đẹp đều có mặt trên Xiaohongshu, xem miễn phí mà không tốn bất kỳ khoản tiền nào!", ⁣ trong khi một quảng cáo khác của Xiaohongshu hiển thị trên diễn đàn trang Baidu Tieba viết, "Những người mẫu xe hơi quyến rũ, xinh đẹp và những người đẹp sành điệu đang chờ đợi bạn."
Vào tháng 10 năm 2021. Xiaohongshu quyết định chuyển IPO từ Hoa Kỳ sang Hồng Kông. Theo báo cáo của Bloomberg vào tháng 7, điều này bao gồm việc yêu cầu tất cả các công ty nắm giữ hơn 1 triệu dữ liệu người dùng phải gửi đánh giá an ninh mạng, đây là một trong những lý do khiến Xiaohongshu bị đình chỉ niêm yết tại Hoa Kỳ.
Kể từ ngày 15 tháng 3 năm 2022, Xiaohongshu đã ra mắt nút đóng thuật toán, cho phép người dùng tắt "đề xuất được cá nhân hóa" trong nền chỉ bằng một cú nhấp chuột.
Vào cuối năm 2019, Xiaohongshu bắt đầu thử nghiệm nền tảng phát trực tiếp và sẽ chính thức ra mắt phát trực tiếp với thương mại vào tháng 1 năm 2021.

### Sự phổ biến năm 2025
Vào tháng 1 năm 2025, việc quyết định cấm TikTok của chính phủ Hoa Kỳ đã khiến nhiều người dùng Mỹ phải tìm kiếm một lựa chọn thay thế khác, nên đã khiến sự tăng cao về lượt tải về của Xiaohongshu. Ứng dụng được tại hầu hết miễn phí trên App Store vào ngày 14 tháng 1 và #TikTokRefugee (tạm dịch: Người di cư từ TikTok) đã trở nên một chủ đề phổ biến. Sự phản ứng về gia tăng người dùng Mỹ trong Trung Quốc đã có phần lẫn lộn, trong khi đài truyền hình trung ương CCTV ủng hộ sự gia tăng này, một số người dùng đã cảnh báo về ảnh hưởng từ Hoa Kỳ.